# 30 M 791
30 M 791は、DEFA 791と呼ばれることもある、フランスのリヴォルヴァーカノン式航空機関砲である。GIATにより開発が開始され、ネクスターに引き継がれたものであり、同社により開発されたTHL 30ターレットの30mm航空機関砲である30 M 781と併せて、GIAT 30、Nexter 30と呼称される場合もある。
DEFA 550の後継機関砲としてラファールに搭載することを目的として開発され、初速・発射速度の向上を果たしている。また、DEFA 550と同様のガス圧により弾倉を作動させ、電力により発射する方式が採用されている。